# Dan Dediu
Dan Dediu (* 16. März 1967 in Brăila) ist ein rumänischer Komponist.
Dediu besuchte von 1981 bis 1985 die Musikschule in Bukarest und studierte dann bis 1989 am Konservatorium Komposition bei Ștefan Niculescu und Dan Constantinescu. Er vervollkommnete seine Ausbildung bei Francis Burt an der Universität für Musik und darstellende Kunst Wien. 1991 erhielt er den ersten Preis beim Internationalen Komponistenwettbewerb George Enescu. Von 1992 bis 1995 promovierte er im Fach Musikwissenschaft an der Bukarester Musikakademie, wo er 1998 Professor für Komposition wurde. Daneben unterrichtete er 1994 an der Queen’s University of Belfast und absolvierte im gleichen Jahr einen Kurs in Musikinformatik am IRCAM Paris bei Tristan Murail, Philippe Manoury und Jean-Baptiste Barrière. 1999 und 2001 war er künstlerischer Direktor des Festivals für zeitgenössische Musik in Bukarest. Mit der Kammeroper "Münchhausen – Herr der Lügen" gewann er den Ersten Preis des 4. Neuköllner Opernwettbewerbes (UA 2002 Neuköllner Oper Berlin, Libretto: Holger Siemann, Dirigent: Hans-Peter Kirchberg). 2005/2006 war er Stipendiat des Internationalen Künstlerhauses Villa Concordia in Bamberg.
Er ist Rektor der Nationalen Musikuniversität Bukarest.

## Stücke
- Arachné für Klarinette und Klangprozessor, 1992
- Post-fictiunea, dramma giocoso Kammeroper, 1996
- Chansons gotiques für Saxophon und Orchester, 1997 - 98
- Choralvorspiele des Schreiseins für Geige und Orgel, 1998
- Trauermusik für Ernst A. Ekker, 2000
- Frenesia für Orchester, 2000
- Spaima für Flötenorchester, 2000
- Tanzt die Orange für Sopran und Bratsche, 2001
- Mantrana für Kammerorchester, 2001
- II. Kantate für Mezzosopran, Chor und Orchester, 2002
- Münchhausen, Herr der Lügen, Kammeroper, 2002
- Scorbura für vier Fagotte und zwei Kontrafagotte, 2003
- Grana für Orchester, 2003
- Verva für Orchester, 2003
- Perla für 5-stimmiges Vokalensemble
- Atlantis für Orchester, 2011